# Olfaktorni sistem
Olfaktorni sistem ili čulo mirisa je jedno od pet ljudskih čula. Njegovi receptori reaguju na hemijske stimuluse (draži) raznih gasovitih hemijskih materija koje se rastvaraju na sluznici, samim tim, olfaktorni sistem je, kao i čulo ukusa, hemijsko čulo. Ova vrsta oseta nastaje kad mirisne čestice stimulišu tzv. Šulceove ćelije, kojih kod čoveka ima oko 600.000, a raspoređene su po mirisnoj regiji u sluznici gornje nosne školjke.
Temeljni delovi nosa izgrađeni su od koštanog i hrskavičnog tkiva. Oni čine koren nosa i nosnu pregradu septum, koja uzdužno deli nosnu šupljinu na dva dela. Kosti lobanje iza nosa pune su šupljina koje se nazivaju paranazalni sinusi. Oni se otvaraju u nosnu šupljinu i kao i nosni putevi, prekriveni su sluznicom. Oset njuha kod čoveka, majmuna, ptica, reptila i vodozemaca mnogo je slabiji od čula mirisa ostalih sisara.
Sastoji se od organa za osećanje mirisa, a osetilne ćelije su smeštene u sluznici u gornjem delu nosne šupljine. Nervni impulsi iz čulnih ćelija odlaze živcem do odgovarajućeg centra u velikom mozgu, gde nastaje osećaj mirisa.

## Evolucija
U evoluciji je, počevši od riba, počeo razvoj čula mirisa. Ovo čulo maksimum razvijenosti dostiže kod noćnih sisara. Životinje kod kojih je čulo mirisa dominantno ili jedno od dominantnijih čula, zovu se makrosomati. Od lemura počinje redukcija značaja ovog čula i ono opada sa majmunima, čovekolikim majmunima i čovekom,  te se ove vrste nazivaju mikrosomati.
Kod nekih vodenih životinja postoji jedinstveno hemijsko čulo, dok je kod kopnenih ono odvojeno u čulo ukusa i mirisa.

## Draž
Draž za čulo mirisa su molekuli vazduha koji sadrže odorant. Od 1950-ih do sada je ponuđeno nekoliko teorija o glavnim karakteristikama materija koje mirišu i, na osnovu opisanih karakteristika, izvedeni su zaključci o identifikaciji.
Prva karakteristika oko koje se svi istraživači slažu jeste isparljivost. Materije u tečnom ili čvrstom stanju ne mogu biti odoranti, jer je neophodno da molekuli odoranta budu nošeni vazduhom. Stoga, molekuli odoranta moraju biti lagani (manje od 400 jedinica relativne molekulske mase).
Isparljivost je nužan, ali ne i dovoljan uslov. Postoje materije koje su isparljive ali ne mirišu, kao na voda. Sledeći neophodan uslov predstavlja rastvorljivost materije u vodi i lipidima, kako bi ona mogla da deluje na sluz u nosnoj šupljini.
U principu, draž za čulo mirisa su organske supstance. Neorganske supstance i samostalni elementi ne predstavljaju draž za čulo mirisa.

## Proces osećaja mirisa
Mirisne materije šire se u gasovitom stanju vazduhom tako da dospevaju u nosnu šupljinu, gde bivaju registrirane od strane čula mirisa. U gornjem delu nosne šupljine nalaze se ogranci mirisnog nerva gradeći tzv. mirisno polje. Ono sadrži mirisne čulne ćelije, čije su dlačice osetljive na mirisne materije. Oko njih se nalaze obične ćelije nosne sluzokože. Položaj ovih ćelija u nosu je takav da: kod normalnog nosnog udisanja samo malo vazduha dospe do mirisnih ćelija. Da bi se osetile mirisne materije potrebno je dublje disanje, odnosno „mirisanje”. Mirisne materije se prepoznaju tako što se rastvore na vlažnoj nosnoj sluznici do koje dospevaju. Tako rastvorene one podražuju mirisne ćelije. Nastali podražaj prenosi se impulsima kroz mirisni nerv do centra za miris u mozgu.

## Građa olfaktornog aparata
Čulo mirisa se nalazi u mirisnom epitelu lociranom u vrhu nosne šupljine.

### Periferno
Periferni olfaktorni sistem se uglavnom sastoji od nozdrva, etmoidne kosti, nosne šupljine i olfaktornog epitela (slojevi tankog tkiva prekrivenog sluzom koji oblažu nosnu šupljinu). Primarne komponente slojeva epitelnog tkiva su sluzokože, mirisne žlezde, olfaktorni neuroni i nervna vlakna olfaktornih nerava.
Molekuli mirisa mogu da uđu u periferni put i dospeju u nosnu šupljinu ili kroz nozdrve prilikom udisanja (olfakcija) ili kroz grlo kada jezik potiskuje vazduh u zadnji deo nosne šupljine tokom žvakanja ili gutanja (retro-nazalni miris).. Unutar nosne šupljine, sluz koja oblaže zidove šupljine rastvara molekule mirisa. Sluz takođe pokriva olfaktorni epitel, koji sadrži sluzokože koje proizvode i skladište sluz, i mirisne žlezde koje luče metaboličke enzime koji se nalaze u sluzi.

#### Transdukcija
Olfaktorni senzorni neuroni u epitelu detektuju mirisne molekule rastvorene u sluzi i prenose informacije o mirisu do mozga u procesu koji se naziva senzorna transdukcija. Olfaktorni neuroni imaju cilije (sićušne dlačice) koje sadrže mirisne receptore koji se vezuju za molekule mirisa, izazivajući električni odgovor koji se širi kroz senzorni neuron do olfaktornih nervnih vlakana u zadnjem delu nosne šupljine.
Olfaktorni nervi i vlakna prenose informacije o mirisima od perifernog olfaktornog sistema do centralnog olfaktornog sistema mozga, koji je od epitela odvojen kribriformnom pločom etmoidne kosti. Olfaktorna nervna vlakna, koja potiču iz epitela, prolaze kroz kribriformnu ploču, povezujući epitel sa limbičkim sistemom mozga na olfaktornim režnjevima.

### Centralno
Glavna olfaktorna lukovica prenosi impulse do mitralnih i čupavih ćelija, koji pomažu u određivanju koncentracije mirisa na osnovu vremena kada se određeni neuronski klasteri aktiviraju (što se naziva 'vremenski kod'). Ove ćelije takođe primećuju razlike između veoma sličnih mirisa i koriste te podatke da pomognu u kasnijem prepoznavanju. Ćelije se razlikuju, pri čemu mitralne ćelije imaju niske stope paljenja i lako ih inhibiraju susedne ćelije, dok čupave ćelije imaju visoku stopu pokretanja i teže ih je inhibirati. Kako bulbarno neuronsko kolo transformiše ulaze mirisa u bulbarne odgovore koji se šalju u olfaktorni korteks može se delimično razumeti pomoću matematičkog modela.
Unkus sadrži olfaktorni korteks koji uključuje piriformni korteks (posteriorni orbitofrontalni korteks), amigdalu, mirisni tuberkul i parahipokampalni girus. Mirisni tuberkul se povezuje sa brojnim oblastima amigdale, talamusa, hipotalamusa, hipokampusa, moždanog stabla, mrežnjače, slušne kore i olfaktornog sistema. Ukupno ima 27 ulaza i 20 izlaza. Prekomerno pojednostavljenje njegove uloge je da se kaže da: proverava da bi se osiguralo da su mirisni signali proizašli iz stvarnih mirisa, a ne od iritacije resica, reguliše motoričko ponašanje (prvenstveno socijalno i stereotipno) izazvano mirisima, integriše slušne i olfaktorne senzorne informacije kako bi izvršio gore navedene zadatke, i igra ulogu u prenošenju pozitivnih signala do senzora nagrađivanja (i stoga je uključen u zavisnost).
Amigdala (u mirisu) obrađuje signale feromona, alomona i kairomona (iste vrste, unakrsne vrste, i unakrsne vrste gde je emiter oštećen, a senzor koristi), respektivno. Zbog evolucije velikog mozga ova obrada je sekundarna i stoga je uglavnom neprimećena u ljudskim interakcijama. Alomoni uključuju mirise cveća, prirodne herbicide i prirodne toksične biljne hemikalije. Informacije o ovim procesima dolaze iz vomeronazalnog organa indirektno preko mirisne lukovice. Pulsevi glavne olfaktorne lukovice u amigdali se koriste za uparivanje mirisa sa imenima i prepoznavanje razlika između mirisa.
Stria terminalis, posebno ležaj jezgra (BNST), deluju kao informacioni put između amigdale i hipotalamusa, kao i hipotalamusa i hipofize. BNST abnormalnosti često dovode do seksualne konfuzije i nezrelosti. BNST se takođe povezuje sa septalnim područjem, nagrađujući seksualno ponašanje.
Mitralni impulsi do hipotalamusa promovišu/obeshrabruju hranjenje, dok dodatni impulsi olfaktorne lukovice regulišu reproduktivne i refleksne procese povezane sa mirisom. Hipokampus (iako je minimalno povezan sa glavnom olfaktornom lukovicom) prima skoro sve svoje mirisne informacije preko amigdale (bilo direktno ili preko BNST-a). Hipokampus formira nova i pojačava postojeća sećanja.
Slično, parahipokampus kodira, prepoznaje i kontekstualizuje scene. Parahipokampalni girus sadrži topografsku kartu za miris.
Orbitofrontalni korteks (OFC) je u velikoj korelaciji sa cingularnim girusom i septalnim područjem da bi delovao pozitivno/negativno pojačanje. OFC je očekivanje nagrade/kazne kao odgovor na stimulanse. OFC predstavlja emociju i nagradu u donošenju odluka.
Prednje mirisno jezgro distribuira recipročne signale između olfaktorne lukovice i piriformnog korteksa. Prednje olfaktorno jezgro je memorijsko čvorište za miris.
Kada se pomešaju različiti mirisni predmeti ili komponente, ljudi i drugi sisari koji njuše smešu (predstavljenu, na primer, bocom za njuškanje) često nisu u stanju da identifikuju komponente u smeši iako mogu da prepoznaju svaku pojedinačnu komponentu predstavljenu samu. To je uglavnom zato što svaki senzorni neuron mirisa može biti uzbuđen višestrukim komponentama mirisa. Predloženo je da, u mirisnom okruženju koje se obično sastoji od više komponenti mirisa (npr. miris psa koji ulazi u kuhinju koji sadrži miris kafe u pozadini), povratna informacija od olfaktornog korteksa do mirisne lukovice potiskuje predpostojeći miris pozadine (npr. kafe) preko olfaktorne adaptacije, tako da se novopridošli miris prvog plana (npr. psa) može izdvojiti iz mešavine radi prepoznavanja.

## Zaštita čula mirisa
Očuvanje čula mirisa je vrlo važno jer se njime kontroliše kvalitet hrane i zraka. Neprijatan miris je pokazatelj pokvarene hrane i prisustva štetnih otrovnih materija u udahnutom vazduhu. S druge strane, prijatan miris pospešuje lučenje sokova za varenje hrane.
Oštri mirisi, otrovni gasovi, uživanje alkohola, duvana i droga štetno deluju na čulo mirisa. Sluzokoža nosa je takođe podložna povredama, upalama i drugim bolestima, koje oštećuju i čulo mirisa. Gubitak čula mirisa ili smanjene mogućnosti registrovanja mirisnih materija ne ugrožavaju život čoveka ali donose različite neprijatnosti i zbog tog nedostatka nužno je razvijati druge sposobnosti. Čulo mirisa je vrlo važno za životinje kojima služi za pronalaženje hrane, polnog partnera, kontaktiranja sa pripadnicima iste vrste i dr.
Čovek razlikuje oko 10000 mirisa. Najbolju klasifikaciju mirisa dao je Hening: percepcija prostora, percepcija objekata, afektivna dimenzija i identifikacija seksualnih partnera.
- Percepcija prostora- za razliku od ostalih čula koja nisu aktivna kad spavamo, može se reći da je miris taj koji nas obaveštava o promenama u sredini.
- Percepcija objekata- miris nas obaveštava o udaljenim objektima, o postojanju ljudi, hrane...
- Afekivna dimenzija- mirisni trakt ima komponentu vezanu za  emotivno reagovanje.
- Identifikacija seksualnih partnera- prema nekoliko istraživanja, miris partnera je bio jako značajan u odabiru istog.

## Moždani centri
Centri se mogu podeliti u tri kategorije:
- Piriformni korteks - Talamus - Neokorteks

Ovaj deo mozga je zadužen za identifikaciju mirisa. Imaju funkciju da obaveste mozak šta tačno miriše.
- Amigdala - Hipotalamus - Septum.

Afektivna komponenta za prijatnost i neprijatnost. Ovi centri govore da li nešto smrdi ili miriše.
- Entorinalni korteks - Hipokampus

Motivaciona memorija u asocijaciji sa hranom. Ovi centri mogu da pomognu da se mapira određena vrsta hrane sa njenom hranljivošću, ili dobrim utiscima u prethodnom iskustvu.

## Klinički značaj
Odsustvo sposobnosti osećanja mirisa, odnosno gubitak njuha, označava se kao anosmija. Ona može biti privremena ili trajna.
Olfaktorni problemi se mogu podeliti u različite tipove na bazi njihovog gubitka funkcije. Olfaktorna disfunkcija može biti potpuna (anosmija) nepotpuna (parcijalna anosmija, hiposmija, ili mikrosmija), deformisana (disosmija), ili može da bude karakterisana spontanim senzacijama poput fantosmije. Nesposobnost prepoznavanja mirisa uprkos normalnog funkcionisanja olfaktornih sistema se naziva olfaktornom agnozijom. Hiperosmija je retko stanje karakterisano nenormalno pojačanim mirisom. Poput vida i sluha, olfaktorni problemi mogu da budu bilateralni ili unilateralni, te osoba može da ima anosmiju na desnoj strani nosa ali ne na levoj, što se naziva unilateralnom desnom anosmijom. S druge strane, ako su pogođene obe strane nosa, to se naziva bilateralnom anosmijom ili totalnom anosmijom.
Destrukcija olfaktornog bulbusa, trakta, ili primarnog korteksa (brodmanova oblast 34) dovodi do anosmije na istoj strani kao i destrukcija. Isto tako, iritativne povrede unkusa dovode do olfaktornih halucinacija.
Oštećenje olfaktornog sistema može da nastane usled traumatične povrede mozga, kancera, infekcije, inhalacije toksičnih para, ili neurodegenerativnih bolesti kao što su Parkinsonova bolest i Alchajmerova bolest. Ta stanja mogu da uzrokuju anosmiju. U kontrastu s tim, nedavni nalazi sugerišu da molekularni aspekti olfaktorne disfunkcije mogu da budu prepoznati kao obeležje bolesti povezanih sa amiloidogenezom i da čak može da postoji uzročni link putem poremećaja transporta i skladištenja multivalentnih metalnih jona. Doktori mogu da detektuju oštećenje olfaktornog sistema pomoću izlaganja pacijenta mirisima sa karti koje ogrebu i pomirišu, ili tako što pacijent zatvori oči i pokuša da identifikuje široko dostupne mirise poput kafe ili pepermintne bombone. Doktori moraju da isključe druge bolesti koje inhibiraju ili eliminišu čulo mirisa, kao što je hronična prehlada ili sinusitis, pre uspostavljanja dijagnoze da postoji permanentno oštećenje olfaktornog sistema.
Prevalencija olfaktorne disfunkcije u opštoj populaciji SAD procenjena je upitnikom i pregledom u jednom nacionalnom zdravstvenom istraživanju iz 2012-2014. Među preko hiljadu osoba starosti 40 i više godina, 12,0% je prijavilo problem sa mirisom u poslednjih 12 meseci, a 12,4% je imalo olfaktornu disfunkciju na pregledu. Prevalencija je porasla sa 4,2% u uzrastu od 40-49 godina na 39,4% u uzrastu od 80 i više godina, i bila je veća kod muškaraca nego žena, kod crnaca i meksičkih Amerikanaca nego kod belaca i kod manje obrazovanih. Zabranjavajuća je činjenica da 20% osoba od 70 i više godina nije bilo u stanju da identifikuje dim, a 31% prirodni gas.

### Uzroci olfaktorne disfunkcije
Uobičajeni uzroci olfaktorne disfunkcije: poodmaklo doba, virusne infekcije, izloženost toksičnim hemikalijama, traume glave i neurodegenerativne bolesti.

#### Starost
Starost je najvažniji razlog za gubljenje mirisa kod zdravih odraslih osoba, što ima čak i veći uticaj nego pušenje cigareta. Promene u funkciji mirisa povezane sa godinama često ostaju neprimećene, a sposobnost mirisa se retko klinički testira za razliku od sluha i vida. Oko 2% ljudi mlađih od 65 godina ima hronične probleme sa mirisom. Ovo se značajno povećava kod ljudi između 65 i 80 godina, pri čemu otprilike polovina ima značajne probleme sa mirisom. Zatim kod odraslih starijih od 80 godina taj broj raste na skoro 75%. Osnova za promene u funkciji mirisa u vezi sa uzrastom su zatvaranje kribriformne ploče, i kumulativno oštećenje olfaktornih receptora usled ponovljenih virusnih i drugih povreda tokom života.

#### Virusne infekcije
Najčešći uzrok trajne hiposmije i anosmije su infekcije gornjih disajnih puteva. Takve disfunkcije se ne menjaju tokom vremena i ponekad mogu odražavati oštećenje ne samo olfaktornog epitela, već i centralnih mirisnih struktura kao rezultat invazije virusa u mozak. Među ovim bolestima povezanim sa virusom su obična prehlada, hepatitis, grip i bolesti slične gripu, kao i herpes. Naročito je COVID-19 povezan sa poremećajem mirisa. Većina virusnih infekcija je neprepoznatljiva jer su tako blage ili potpuno asimptomatske.

#### Izlaganje toksičnim hemikalijama
Hronična izloženost nekim toksinima u vazduhu, kao što su herbicidi, pesticidi, rastvarači i teški metali (kadmijum, hrom, nikl i mangan), može da promeni sposobnost mirisa. Ovi agensi ne samo da oštećuju olfaktorni epitel, već će verovatno ući u mozak preko mirisne sluzokože.

#### Trauma glave
Disfunkcija mirisa povezana sa traumom zavisi od težine traume i od toga da li je došlo do snažnog ubrzanja/usporavanja glave. Okcipitalni i bočni udar izazivaju više oštećenja olfaktornog sistema nego frontalni udar. Međutim, nedavni dokazi pojedinaca sa traumatskom povredom mozga sugerišu da gubitak mirisa može nastati sa promenama u funkciji mozga izvan olfaktornog korteksa.

#### Neurodegenerativne bolesti
Neurolozi su primetili da je olfaktorna disfunkcija kardinalna karakteristika nekoliko neurodegenerativnih bolesti kao što su Alchajmerova bolest i Parkinsonova bolest. Većina ovih pacijenata nije svesna olfaktornog deficita sve do nakon testiranja gde je 85% do 90% pacijenata u ranoj fazi pokazalo smanjenu aktivnost u centralnim strukturama za obradu mirisa.
Druge neurodegenerativne bolesti koje utiču na olfaktornu disfunkciju uključuju Hantingtonovu bolest, multiinfarktnu demenciju, amiotrofičnu lateralnu sklerozu i šizofreniju. Ove bolesti imaju umerenije efekte na olfaktorni sistem od Alchajmerove ili Parkinsonove bolesti. Štaviše, progresivna supranuklearna paraliza i parkinsonizam su povezani samo sa manjim olfaktornim problemima. Ovi nalazi su doveli do sugestije da olfaktorno testiranje može pomoći u dijagnozi nekoliko različitih neurodegenerativnih bolesti.
Neurodegenerativne bolesti sa dobro utvrđenim genetskim determinantama su takođe povezane sa olfaktornom disfunkcijom. Takva disfunkcija se, na primer, nalazi kod pacijenata sa porodičnom Parkinsonovom bolešću i onih sa Daunovim sindromom. Dalja istraživanja su zaključila da gubitak mirisa može biti povezan sa intelektualnim invaliditetom, pre nego sa bilo kojom patologijom poput Alchajmerove bolesti.
Hantingtonova bolest je takođe povezana sa problemima u identifikaciji mirisa, detekciji, diskriminaciji i pamćenju. Problem preovladava kada se pojave fenotipski elementi poremećaja, iako je nepoznato koliko unapred gubitak mirisa prethodi fenotipskom izrazu.

## Teorije percepcije mirisa
Prvi pravac objašnjenja se oslanja na ponašanje atoma mirisnih materija. Dison je 1938. godine primetio da atomi mirisnih materija vibriraju na određenim frekvencijama i pretpostavio da postoji neki odnos između tih vibracija i mirisa koje opažamo. U perceptu razlikujemo dve vrednosti: kvalitet i intenzitet mirisa. Druga ideja je bila po principu ključa i brave, odnosno molekuli mirisnih materija se na osnovu svog oblika vezuju za odgovarajuće hemoreceptore. Na osnovu ove teorije,  predložena je podela na osnovu sedam osnovnih mirisa: kamfor, cvetni, mask, mentol, voćni, sirćetni i tuležni. Zastupnici ove teorije su smatrali da za prebrojanih sedam osnovnih mirisa ima sedam različito oblikovanih receptora. Tek istraživanja Aksela i Bakove daju odgovor na pitanja koja su dugo stvarala probleme. Postoji izrazito veliki broj različitih usko specijalizovanih receptora. Identični molekuli odoranata prouzrokuju različite mirise tako što je posledica u kombinaciji u kojoj se javljaju, dakle, različite kombinacije aktiviraju različite kombinacije neurona.

## Spoljašnje veze
- „Mammalian Odor Perception through Genetics”.
- Research on Interesting Questions About Smells
- Insect Olfaction of Plant Odour
- Smells and Odours - How Smell Works at thenakedscientists.com
- Olfaction at cf.ac.uk
- Structure-odor relations: a modern perspective at flexitral.com (PDF)
- Chirality & Odour Perception at leffingwell.com
- ScienceDaily Artille 08/03/2006, Quick -- What's That Smell? Time Needed To Identify Odors Reveals Much About Olfaction at sciencedaily.com
- Scents and Emotions Linked by Learning, Brown Study Shows at brown.edu.com
- Sense of Smell Institute at senseofsmell.org. Research arm of international fragrance industry's The Fragrance Foundation
- Olfactory Systems Laboratory at Boston University
- Smells Database
- Burghart
- Olfaction and Gustation, Neuroscience Online (electronic neuroscience textbook by UT Houston Medical School)